# Trochopsammia
Genre
Trochopsammia est un genre de coraux durs de la famille des Dendrophylliidae.

## Liste d'espèces
Le genre Trochopsammia, comprend les espèces suivantes :
| Selon ITIS (1 juillet 2015) : - Trochopsammia infundibulum De Pourtalès, 1878 - Trochopsammia togata Van der Horst, 1927 | Selon World Register of Marine Species (1 juillet 2015) - Trochopsammia infundibulum De Pourtalès, 1878 |